# Бораганов, Арсен Абсалютдинович
Арсен Абсалютдинович Бораганов (5 сентября 1987, Бабаюрт, Бабаюртовский район, Дагестанская АССР, РСФСР, СССР) — российский штангист, призёр чемпионата России по тяжёлой атлетике. Выступал в категории до 77 кг. Мастер спорта России. По национальности — кумык.

## Биография
Арсен Бораганов тяжёлой атлетикой начал заниматься с 1999 года под руководством отца, мастера спорта, Абсалютдина Гасановича. В 2001 году Арсен выигрывает первенство республики Дагестан среди юношей младшего возраста, а в 2002 году в Курске на всероссийских соревнованиях, показав результат кандидата в мастера спорта, занимает третье место. В 2003 году Арсену сопутствует успех, он вновь становится победителем на чемпионате республики Дагестан с результатом в сумме 205 кг в весовой категории 56 кг и в 16 лет становится самым молодым мастером спорта России по тяжелой атлетике в Дагестане. В 2010 году он одерживает победы на чемпионатах Дагестана как среди молодёжи, так и среди взрослых. В том же 2010 году в Анапе на втором этапе второй Спартакиады молодёжи России занимает второе место, а в конце года одерживает победу во всероссийском турнире «Дружба. Мир – Кавказу». В мае 2011 года в Хасавюрте становится чемпионом Дагестана, в конце мая того же года на чемпионате СКФО в Нальчике одерживает победу в весовой категории 69 кг, подняв в сумме 295 кг, рывок – 135 кг, толчок – 160 кг. В июле 2011 года на чемпионате России в Пензе Арсен занял пятое место. В 2012 году он переходит в следующую весовую категорию – до 77 кг и на первых же соревнованиях – чемпионате Дагестана, уверенно опередив всех своих соперников, показывает высокий результат – 310 кг в сумме двоеборья, становится чемпионом республики. В апреле 2013 года в Гудермесе он одерживает победу на чемпионате СКФО. В апреле 2014 года в очередной раз стал чемпионом Дагестана. В августе 2014 года чемпионат России в Грозном, в весовой категории 77 кг Арсен Бораганов в первом упражнении – рывке, подняв 160 кг, он завоевал золотую медаль чемпиона страны. А в сумме классического двоеборья, толкнув 185 кг и показав результат в сумме – 345 кг, стал обладателем серебряной медали, уступив только Мухамаду Хибалову. Вскоре на учебно-тренировочных сборах в Сочи Арсен выполнил норматив мастера спорта международного класса и стал одним из основных кандидатов на поездку на чемпионат мира в ноябре 2014 года в Алма-Ату, однако на тренировке в подмосковной Рузе Арсен получил тяжёлую травму спины, что помешало продолжить активные тренировки. 7 октября 2020 года Международной федерацией тяжелой атлетики (IWF) временно был отстранён по подозрению в нарушении антидопинговых правил.

## Спортивные результаты
- Чемпионат России по тяжёлой атлетике 2014 —  (160+185=345);

## Личная жизнь
Арсен Бораганов родился в 1987 году в дагестанском селе Бабаюрт, куда его родители перебрались в 1965 году после свадьбы из села Нижний Дженгутай Буйнакского района. Его отец Абсалютдин (1939-2020) — педагог по немецкому языку и тренер по тяжелой атлектике в ДЮСШ Бабаюрта. Является выпускником Дагестанского государственного педагогического университета.